# Venus födelse (Cabanel)
Venus födelse (franska: Naissance de Vénus) är en oljemålning av den franske konstnären Alexandre Cabanel som finns i tre versioner. 

## Versioner
Den mest kända versionen målades 1863 och ingår i samlingarna på Musée d'Orsay i Paris. Den andra är mindre (85 x 136 cm) och målades året därpå i syfte att utgöra mall för gravyrer. Den är idag utställd på Dahesh Museum of Art i New York som även uppger Adolphe Jourdan som upphovsman till verket. En tredje version, som målades 1875 på beställning av amerikanen John Wolfe, ingår sedan 1893 i Metropolitan Museum of Arts samlingar i New York.

## Motivet
Venus födelse är ett klassiskt och vanligt motiv i konsten och skildrar den romerska kärleksgudinnan Venus födelse. I grekisk mytologi motsvaras Venus av Afrodite. Enligt grekisk och romersk mytologi föddes hon ur det skum som bildades i havet kring Uranos avskurna kön. Därefter ska hon i ett snäckskal ha förts in av vågorna till Pafos stränder på Cypern. 

## Bakgrund
Cabanel ställde ut Venus födelse på Parissalongen 1863 där den gjorde omedelbar succé och förvärvades av kejsar Napoleon III till hans privata samling (efter andra kejsardömets fall överfördes tavlan till statlig ägo). Salongen 1863 blev så känd för de många nakenakterna att Théophile Gautier myntade begreppet "Le Salon des Vénus". Förutom Cabanels målning ställde Paul Baudry ut Pärlan och vågen (som förvärvades av kejsarinnan Eugénie) och Eugène Emmanuel Amaury-Duval Venus födelse (1862). Trots att bilderna var inramade i en mytologisk kontext uppstod en debatt om det erotiska innehållet. 
Salongen 1863 blev också berömd för att omkring hälften av alla målningar (cirka 3 000 tavlor) refuserades och för att den därför fick konkurrens av de refuserades salong där Édouard Manet orsakade skandal med Frukost i det gröna. Två år senare ställde Manet ut Olympia på salongen som innehöll samma nakenhet som Venus födelse, men eftersom den nakna kvinnan saknade alla mytologiska förtecken och istället avbildades i en samtida, trivial och alldaglig kontext så väckte Manet åter skandal. Cabanel, som representerade den akademiska salongskonsten, stod i skarp kontrast till Manet och den pyrande impressionistiska rörelsen. Venus födelse och Olympia jämfördes ofta i tidens debatt och Manets främsta försvarare, Émile Zola, kritiserade Cabanels tavla för att vara livlös.

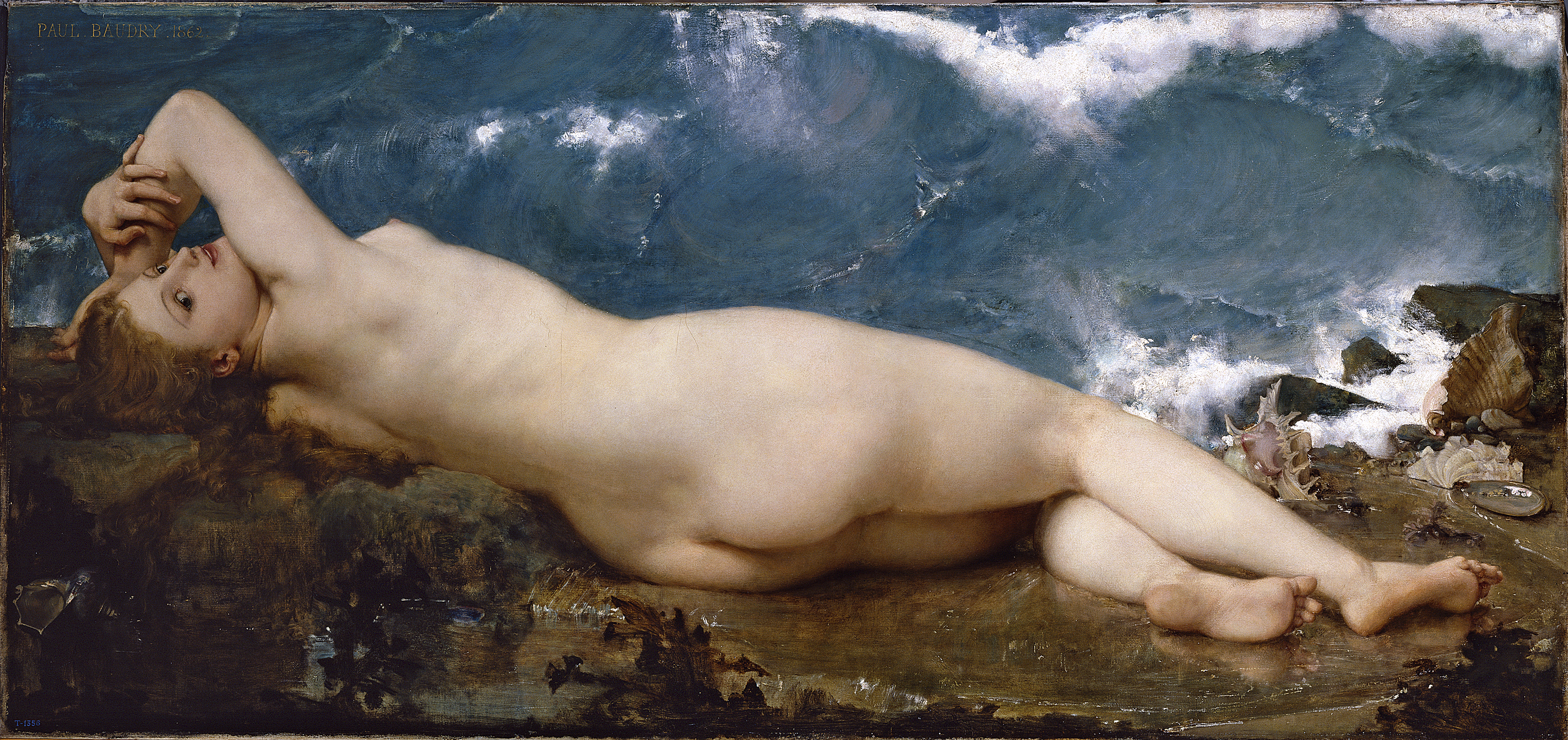
Paul Baudry, Pärlan och vågen (1862), Pradomuseet, ställdes också ut på salongen 1863.
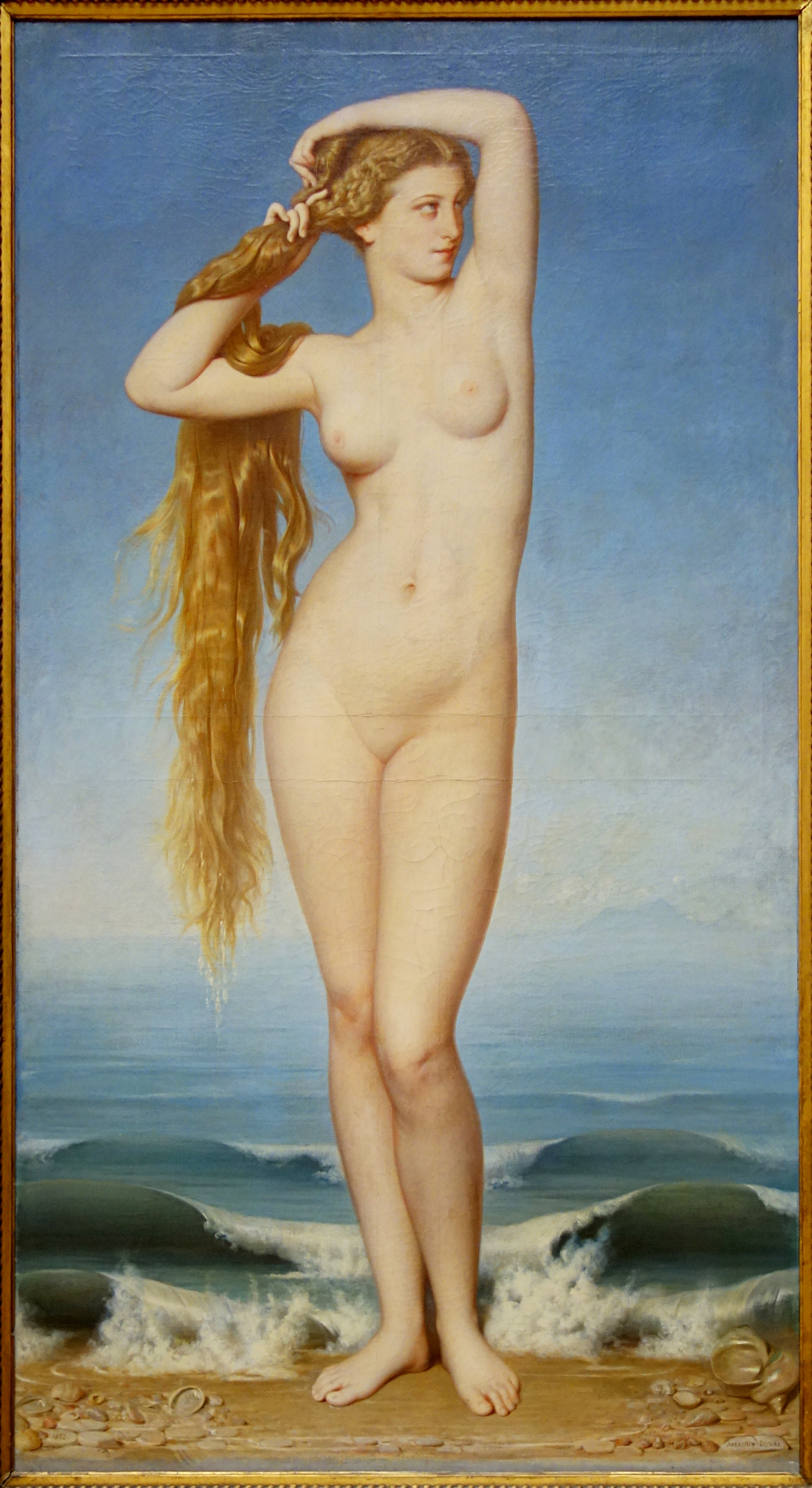
Eugène Emmanuel Amaury-Duval, Venus födelse (1862), Palais des Beaux-Arts de Lille.
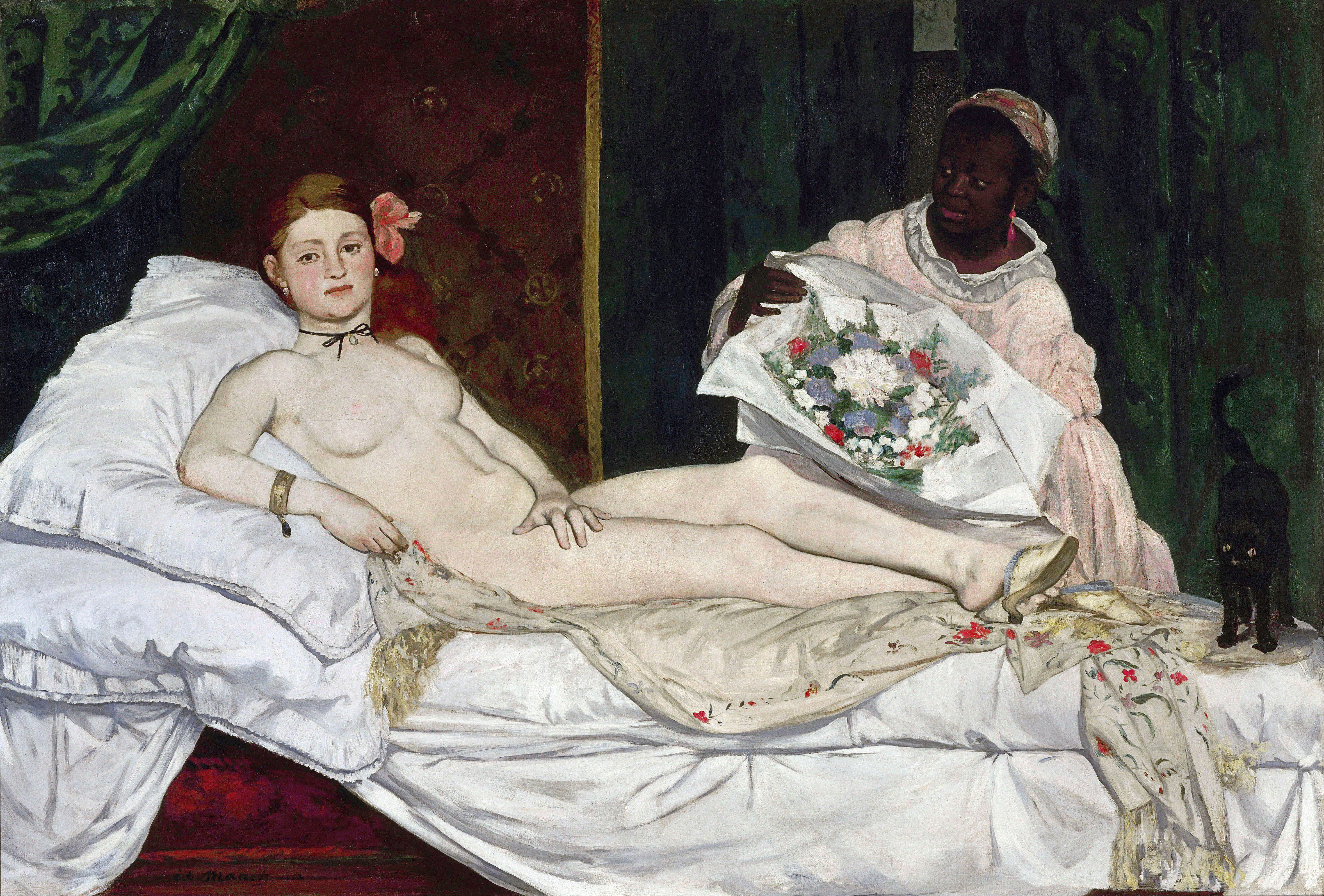
Édouard Manet, Olympia (1863), Musée d'Orsay.